# Veda Ann Borg
Veda Ann Borg (* 11. Januar 1915 in Boston, Massachusetts; † 16. August 1973 in Hollywood, Kalifornien) war eine US-amerikanische Schauspielerin.

## Leben und Karriere
Veda Ann Borg, die Tochter des schwedischen Immigranten und Malers Gottfried Borg, begann ihre Karriere als Fotomodell in den frühen 1930er-Jahren in New York. Die Paramount Pictures nahmen sie 1936 unter Vertrag und boten ihr die Chance zu ersten Nebenrollen. Nach einem Autounfall musste sie 1939 erhebliche plastische Operationen über sich ergehen lassen, was ihrer Filmkarriere allerdings nicht hinderlich war. Sie trat in mehr als 100 Filmen auf und übernahm auch etliche Rollen im damals recht neuen Medium Fernsehen. Oft war die Blondine in selbstbewussten oder frechen Rollen zu sehen, beispielsweise als Showgirl oder Geliebte eines reichen Mannes. Zu ihren bekanntesten Auftritten zählen Nebenrollen in Kid Galahad – Mit harten Fäusten (1937), Solange ein Herz schlägt (1945), So einfach ist die Liebe nicht (1947) und Schwere Jungs – leichte Mädchen (1956).
In erster Ehe war sie kurzzeitig 1942 mit Paul Herrick und dann von 1946 bis 1958 mit dem Regisseur Andrew V. McLaglen verheiratet, mit dem sie einen 2006 verstorbenen Sohn hatte. Anfang der 1960er-Jahre zog Borg sich nach einer Gastrolle in der Serie The Fisher Family zurück, sie starb 1973 im Alter von 58 Jahren an einer Krebserkrankung.

## Filmografie (Auswahl)
- 1936: Three Cheers for Love
- 1937: Confession
- 1937: It’s Love I’m After
- 1937: San Quentin / Alternativtitel: Flucht aus San Quentin
- 1937: Kid Galahad – Mit harten Fäusten (Kid Galahad)
- 1937: The Case of the Stuttering Bishop
- 1940: Bitter Sweet
- 1940: Behind the News
- 1941: Ein toller Bursche (Honky Tonk)
- 1941: Blutrache (The Corsican Brothers)
- 1942: Die Geheimwaffe (Sherlock Holmes and The Secret Weapon)
- 1944: Laurel und Hardy – Der große Knall (The Big Noise)
- 1944: The Falcon in Hollywood
- 1944: Irish Eyes Are Smiling
- 1945: Fog Island
- 1945: Solange ein Herz schlägt (Mildred Pierce)
- 1945: Life With Blondie
- 1947: Es begann in Schneiders Opernhaus (Mother Wore Tights)
- 1947: So einfach ist die Liebe nicht (The Bachelor and the Bobby-Soxer)
- 1948: Die unvollkommene Dame (Julia Misbehaves)
- 1952: Marihuana (Big Jim McLain)
- 1955: Eisenbahndetektiv Matt Clark (Fernsehserie, Folge: Kate Bender)
- 1955: Und morgen werd’ ich weinen (I’ll Cry Tomorrow)
- 1955: Man ist niemals zu jung (You’re Never Too Young)
- 1955: Tyrannische Liebe (Love Me Or Leave Me)
- 1956: Schwere Jungs – leichte Mädchen (Guys and Dolls)
- 1958: Die Angstmacher (The Fearmakers)
- 1959: Donner in der Sonne (Thunder in the Sun)
- 1960: Alamo (The Alamo)
- 1961: Bonanza (Fernsehserie, 1 Folge)
- 1963: The Fisher Family (Fernsehserie, 1 Folge)